# 클로드 페이턴

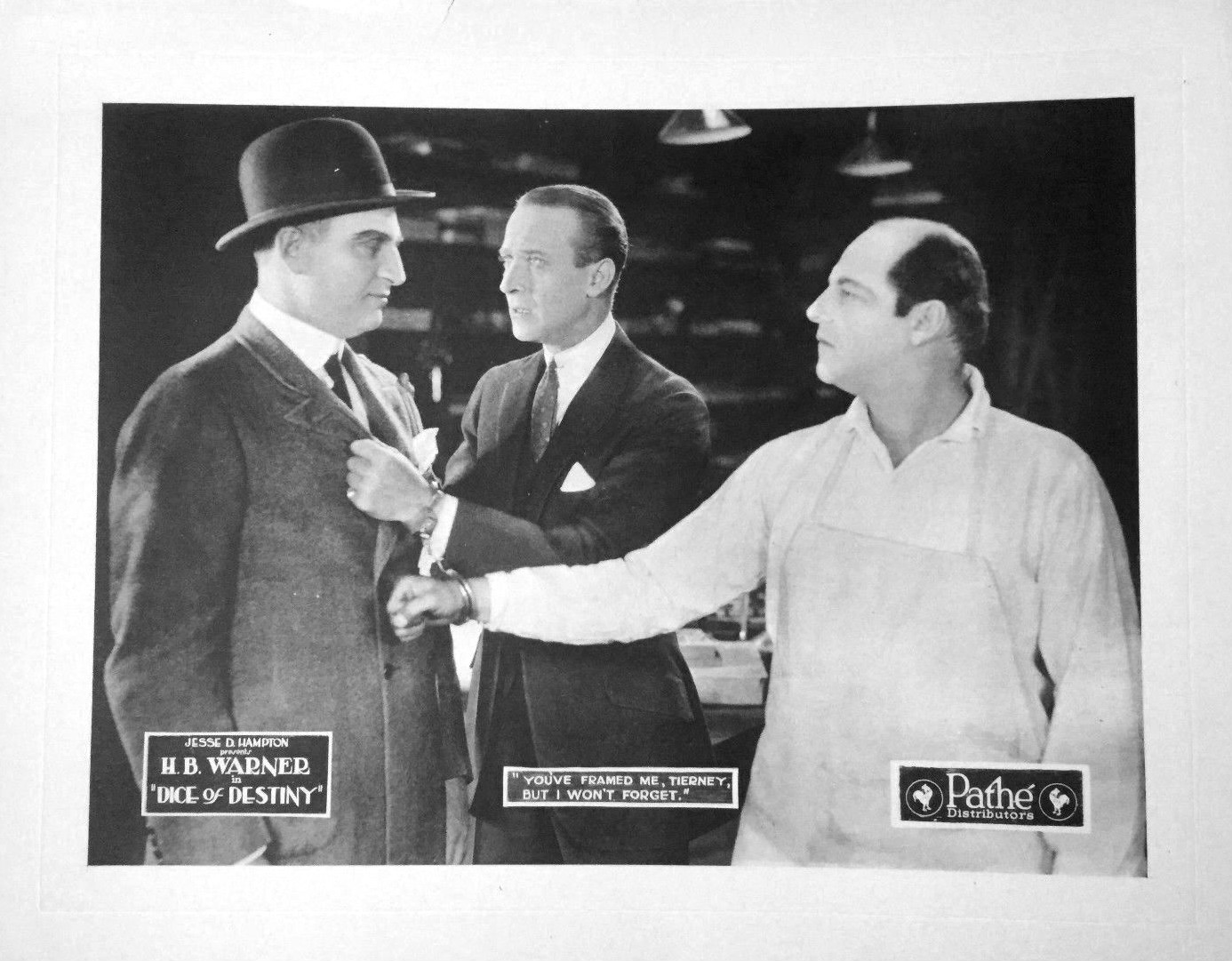

클로드 페이턴(Claude Duval Payton, 1882년 3월 20일 ~ 1955년 3월 1일)은 미국의 배우이다.
로스앤젤레스에서 사망하였다. 포리스트 론 메모리얼 파크에 매장되었다.

## 영화
- 스파이더스 웹 (1938년)
- 오페라의 밤 (1935년)
- 바르바리 해안 (1935년)
- 세이 잇 위드 송 (1929년)
- 군중 (1928년)
- 벤허 (1925년)